# Fernando Vegal
Fernando Vegal (Buenos Aires Argentina; 2 de marzo de 1926) fue un actor de cine, teatro y televisión argentino.

## Carrera
Siempre con roles de reparto, Fernando Vegal, supo desplegar varios personajes a lo largo de su carrera cinematográfica iniciada a mediados de la década del '50 con el film El protegido, escrita y dirigida por Leopoldo Torre Nilsson y protagonizado por Rosa Rosen y Guillermo Battaglia. En 1968 tuvo un rol importante al interpretar un personaje gauchezco bien característico, "El viejo Vizcacha", en la película Martín Fierro interpretado por el primer actor Alfredo Alcón.
En teatro trabajó en decenas de obras con primeras figuras de la escena como Osvaldo Pacheco, Carmen Llambí, Atilio Marinelli, Fausto Aragón, María Vaner, Fernando Siro, Thelma Biral, Julia von Grolman, Héctor Pellegrini, Flora Steinberg, Elena Tasisto, entre otras. En 1979 se fue del país con sus compañeros de "T. de Buenos Aires", integrado por Oscar Ferrigno, Fabiana Gabel, Enrique Silva y Claudio Vegal, donde recorrió toda Argentina, las universidades de Estados Unidos, y Canadá.
En la pantalla chica se destaca en numerosos teleteatros y ciclos teatrales argentinos.

## Filmografía
- 1977: Saverio el cruel.
- 1975: Los hijos de Fierro.
- 1971: Argentino hasta la muerte.
- 1969: Don Segundo Sombra.
- 1968: Martín Fierro.
- 1966: Dos en el mundo.
- 1965: Una excursión a los indios ranqueles.
- 1965: Los hipócritas.
- 1963: La cigarra no es un bicho.
- 1963: La terraza
- 1956: El protegido.[2]

## Televisión
- 1955: Ciclo de Gran Teatro, con la obra "El túnel" junto a Daniel de Alvarado.
- 1959: Teatro del sábado.
- 1960: Ciclo de Gran Teatro .
- 1960: Teatro argentino de ayer, de hoy y de siempre, en el ep. “La mujer del otro piso” con Perla Santalla.
- 1962: La hora Fate (ep. “La Chacha”, junto a Aída Luz).
- 1966: El teatro de Alfredo Alcón.
- 1969: Tres hombres de copa.

## Teatro
Como actor:
- El pan de la locura (1958)
- La zorra y las uvas (1958), representada en el Teatro Candilejas.[3]
- Los dioses aburren (1959), de Malena Sandor.
- Qwertyuiop (1961), obra de Dalmiro Sáenz, ofrecida en el Teatro Sarmiento.
- Más de un siglo en el Teatro Argentino (1962).
- Rinoceronte (1963).
- Tres veces en un día (1963), dirigida por Mario Soffici en el Teatro Odeón.[4]
- El pescador de sombras (1963)
- La verbena de la Paloma (1966)
- Fiesta de cumpleaños (1967)
- La vuelta al hogar (1967)
- Los mirasoles (1968), dirigida por Osvaldo Bonet.
- Rosencrantz y Guildenstern han muerto (1969), estrenado en el Teatro San Martín.
- Romance de lobos (1970).
- Cremona (1971).[5]
- Nuestra bella que duerme (1976).
- Mustafá (1977/1978).
- Federico García lorca, un audaz sin frontera (1998).

Como director: 
- Matrimonio a 12 rounds (1978)